# Бернадетте Шильд
Бернадетте Шильд (2 січня 1990 , Целль-ам-Зее, Зальцбург ) — австрійська гірськолижниця, призерка етапів Кубка світу, учасниця двох зимових Олімпійських ігор.

## Спортивна кар'єра
Бернадетте Шильд народилася 1990 року в Целль-ам-Зее. Її старша сестра Марліс — відома гірськолижниця, чемпіонка світу, п'ятиразова володарка малого кришталевого глобусу в заліку слалому.
На міжнародних змаганнях Бернадетте дебютувала 2005 року. Три роки по тому здобула золоту медаль у слаломі на юніорському чемпіонаті світу. Завдяки цьому успіхові потрапила до складу основної збірної наприкінці сезону 2007—2008. За спецквотою взяла участь у фіналі Кубка світу в Борміо, стартувавши в слаломі. Після першої спроби австрійка посідала останнє, 28-ме, місце, а під час другого спуску зійшла з дистанції. На тому етапі перемогла її сестра Марліс.
Перші бали в залік Кубка світу Шильд набрала наприкінці 2008 року на етапі в Земмеринґу, ставши 24-ю у слаломі. Цей старт був лише третім у кар'єрі австрійки в Кубку світу.
На відміну від сестри, Бернадетте не показувала високих та стабільних результатів. Вперше на п'єдестал пошани вона потрапила лише наприкінці сезону 2012—2013, посівши 2-ге місце на фінальному етапі у швейцарському Ленцергайде, де поступилась Мікейлі Шиффрін. Також 2013 року Шильд дебютувала на чемпіонаті світу, фінішувавши 12-ю в Шладмінгу.
2014 року вперше в кар'єрі австрійка виступила на Олімпійських іграх. Вона взяла участь тільки в слаломі, була четвертою після першої спроби (найкращою серед усіх австрійок), але не змогла впоратися з другою трасою і зійшла з дистанції.
На другому в кар'єрі чемпіонаті світу, що відбувся 2017 року в Санкт-Моріці, виступила у двох технічних дисциплінах і посіла в слаломі та гігантському слаломі 10-те та 17-те місця відповідно. Також у двох дисциплінах виступила на Олімпіаді в Пхьончхані. Гігантський слалом вона завершила на 24-й позиції, а в слаломі посіла 7-ме місце.
Завершила кар'єру після сезону 2020—2021.

## Результати в Кубку світу
Усі результати наведено за даними Міжнародної федерації лижного спорту.

### Підсумкові місця в Кубку світу за роками
| Сезон | Вік | Загальний залік | Слалом | Гігантський слалом | Супергігант | Швидкісний спуск | Гірськолижна комбінація |
| ----- | --- | --------------- | ------ | ------------------ | ----------- | ---------------- | ----------------------- |
| 2009  | 19  | 120             | 54     | —                  | —           | —                | —                       |
| 2010  | 20  |                 |        |                    |             |                  |                         |
| 2011  | 21  | 62              | 20     | —                  | —           | —                | —                       |
| 2012  | 22  | 74              | 28     | —                  | —           | —                | —                       |
| 2013  | 23  | 32              | 10     | —                  | —           | —                | —                       |
| 2014  | 24  | 33              | 7      | —                  | —           | —                | —                       |
| 2015  | 25  | 46              | 17     | —                  | —           | —                | —                       |
| 2016  | 26  | 55              | 16     | —                  | —           | —                | —                       |
| 2017  | 27  | 23              | 8      | 28                 | —           | —                | —                       |
| 2018  | 28  | 14              | 5      | 21                 | —           | —                | —                       |
| 2019  | 29  | 19              | 9      | 20                 | —           | —                | —                       |
| 2020  | 30  |                 |        |                    |             |                  |                         |
| 2021  | 31  | 79              | 37     | —                  | —           | —                | —                       |

Станом на 4 січня 2021 року

### П'єдестали в окремих заїздах
- 7 п'єдесталів — (7 СЛ); 38 топ-десять

| Сезон | Дата              | Місце проведення         | Дисципліна | Місце |
| ----- | ----------------- | ------------------------ | ---------- | ----- |
| 2013  | 16 березня 2013   | Ленцергайде (Швейцарія)  | Слалом     | 2-ге  |
| 2014  | 17 грудня 2013    | Куршевель (Франція)      | Слалом     | 3-тє  |
| 2014  | 2 лютого 2014     | Кранська Гора (Словенія) | Слалом     | 3-тє  |
| 2017  | 11 березня 2017   | Squaw Valley (США)       | Слалом     | 3-тє  |
| 2018  | 26 листопада 2017 | Кіллінґтон (США)         | Слалом     | 3-тє  |
| 2018  | 9 січня 2018      | Флахау (Австрія)         | Слалом     | 2-ге  |
| 2019  | 17 листопада 2018 | Леві (Фінляндія)         | Слалом     | 3-тє  |

## Результати на чемпіонатах світу
Усі результати наведено за даними Міжнародної федерації лижного спорту.
| Рік  | Вік | Слалом | Гігантський слалом | Супергігант | Швидкісний спуск | Гірськолижна комбінація |
| ---- | --- | ------ | ------------------ | ----------- | ---------------- | ----------------------- |
| 2013 | 23  | 12     | —                  | —           | —                | —                       |
| 2015 | 25  | —      | —                  | —           | —                | —                       |
| 2017 | 27  | 10     | 17                 | —           | —                | —                       |
| 2019 | 29  | 9      | НФ1                | —           | —                | —                       |

## Результати на Олімпійських іграх
Усі результати наведено за даними Міжнародної федерації лижного спорту.
| Рік  | Вік | Слалом | Гігантський слалом | Супергігант | Швидкісний спуск | Гірськолижна комбінація |
| ---- | --- | ------ | ------------------ | ----------- | ---------------- | ----------------------- |
| 2014 | 24  | НФ2    | —                  | —           | —                | —                       |
| 2018 | 28  | 7      | 24                 | —           | —                | —                       |